# Mega Man 4
Mega Man 4, Rockman 4 Aratanaru Yabō!! (яп. ロックマン 4 新たなる野望!! Рокку ман 4 Аратанару Ябо:!!, букв. Rockman 4: Новые Амбиции!!) в Японии — видеоигра в жанре платформер, впервые вышедшая на Famicom в Японии в 1991 году. Четвёртая часть серии Mega Man о борьбе робота Mega Man с доктором Уайли (англ. Dr. Wily).

## Игровой процесс
Как в прошлых частях игры, игроку предстоит играть за человекоподобного робота Mega Man. Mega Man экипирован бластером который заряжается зажатием кнопки атаки, это наносит больше урона.
Игроку предстоит побеждать роботов сконструированных доктором Уайли. За победу над каждым боссом Mega Man получает особое оружие.

## Сюжет
На этот раз Мегамену бросает вызов таинственный учёный д-р Казак, создавший восемь мощных боевых роботов для захвата мира. Позже выясняется, что д-р Казак не является злодеем. Он был вынужден бросить Мегамену вызов, так как д-р Уайли похитил его дочь Калинку, которую Протомен вызволил из его плена во время битвы Мегамена с д-ром Казаком. После этого Мегамен вступает в бой с Уайли.